# Jean Du Fief
Jean Du Fief, né à Chercq-lez-Tournai, 7 juin 1829 et mort à Saint-Josse, 13 décembre 1908, est un géographe et historien belge, il fut secrétaire et fondateur de la Société belge de géographie à Bruxelles.
Il était professeur de l'enseignement secondaire et publia des livres scolaires consacrés à la géographie.
Il est également l'auteur d'un ouvrage historique l'Abrégé d'histoire universelle.